# Château de Gourdan
Ne pas confondre avec le château de Gourdans à Saint-Jean-de-Niost dans l'Ain.
Le château de Gourdan est un château situé en France sur la commune de Saint-Clair, dans le département de l'Ardèche en région Rhône-Alpes. Situé à 70 km au sud de Lyon, 45 km de Valence et à 4 km de la ville d'Annonay.
Ce château fait l’objet d'une inscription au titre des monuments historiques depuis le 30 août 1967.

## Description
Le château de Gourdan a été construit en 1777 en remplacement d'un vieux manoir dont subsiste encore une aile : l'aile sud-est avec une tour ronde, appelée « aile de la tour médiévale ».

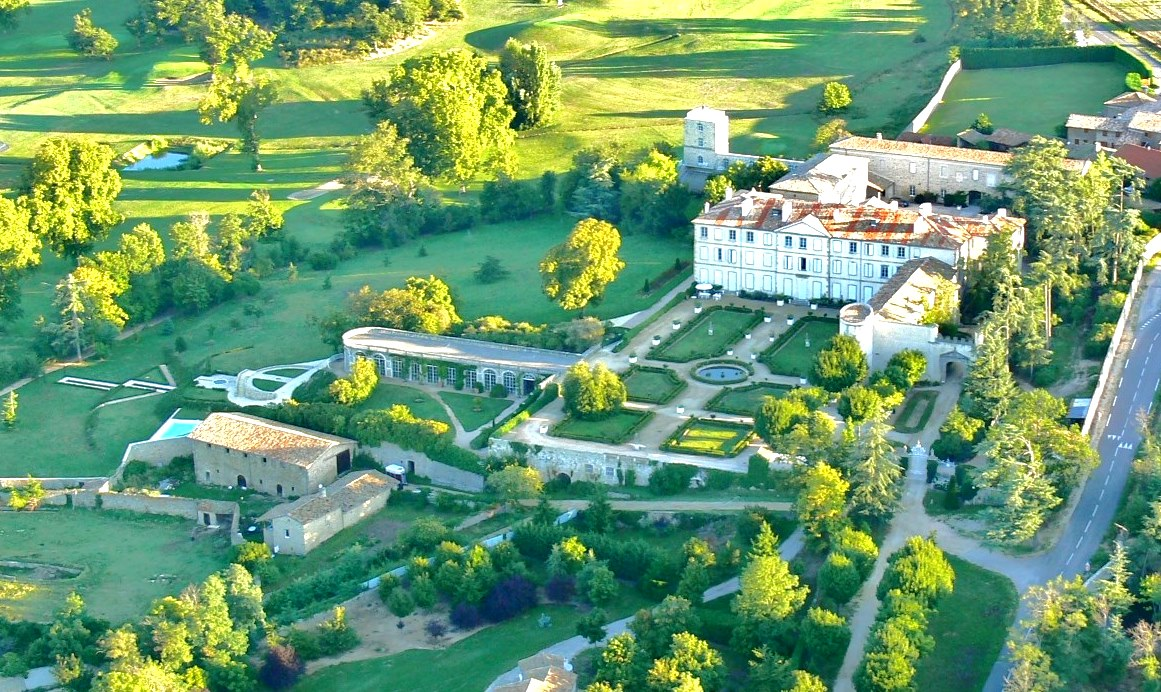
Un ensemble bien conservé depuis le XVIIIe siècle.

Par le passé, le domaine de Gourdan était considérable comme l'atteste encore l'importance du château, mais aussi les écuries, les remises et d'autres dépendances ; y vivait ainsi un personnel très important, une quinzaine de personnes rien que pour le service du château. Au début du XIXe siècle, ce domaine comprenait dix fermes pour une surface totale de plus de 1 000 hectares.
L'architecte chargé d'élever ce nouveau bâtiment s'est fortement inspiré de l'architecture alors à la mode au XVIIIe siècle. Ce dernier a ménagé les perspectives et réservé les grandes lignes du paysage environnant en intégrant les bâtiments dans un parc et dans le bois situé au-dessus de ceux-ci comme un écran de verdure. Gourdan rappelle par la disposition et l'allure de ses bâtiments mais aussi de son parterre à la française les bastides construites à cette époque autour d'Aix-en-Provence. Il est d'ailleurs dans le nord de l'Ardèche un rare spécimen de ce type, les autres châteaux étant plutôt de type féodal ou bien construits au XIXe siècle lors de l'essor industriel d'Annonay, ville proche de Gourdan.
Le bâtiment principal en forme de L comprend deux ailes, l'une de style classique avec deux niveaux sur rez-de-chaussée, la hauteur des étages étant décroissante afin d'assurer une meilleure harmonie de l'ensemble. Le fronton et la légère avancée de la partie centrale avec 3 fenêtres à chaque étage renforcent les caractéristiques classiques de ce bâtiment. Au rez-de-chaussée, une suite de salons décorés de beaux parquets dits de Versailles et de boiseries démontrent que Gourdan était une résidence construite pour l'agrément de ses propriétaires et pour de grandes réceptions. L'autre aile datant probablement du début du XVIe siècle, est un reste de l'ancien manoir et comprend une petite chapelle castrale, un pressoir, un tinal, et un important chais où le vin du domaine était fait et conservé jusqu'en 1977.

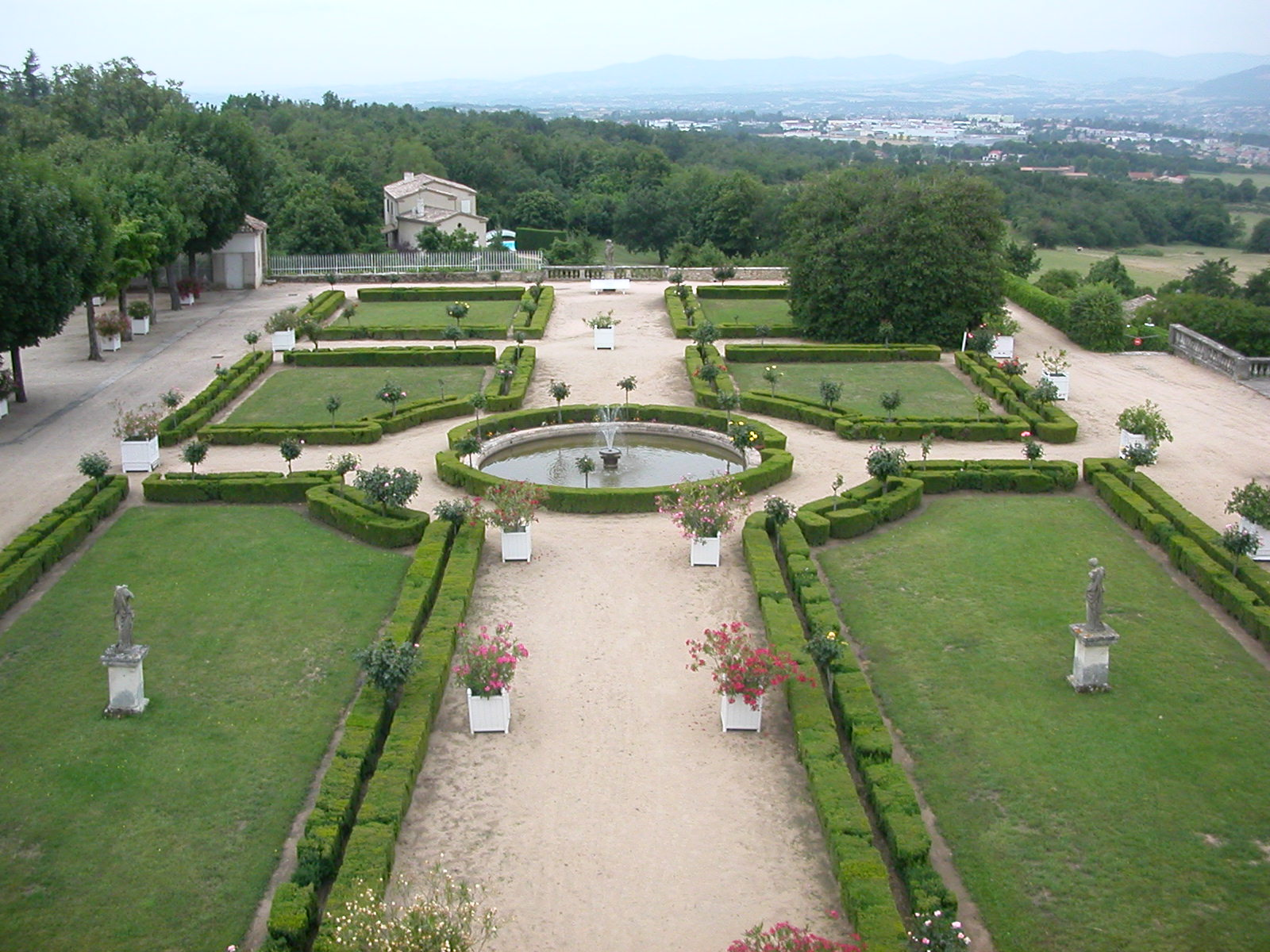
Un parterre à la française construit en partie sur terrasse.

Le parterre à la française construit sur une terrasse artificielle donne une grande partie de son charme au château, avec ses broderies de buis, ses rosiers et ses caisses à orangers à la belle saison. Elle est construite au-dessus d'un lavoir et de grands réservoirs qui servaient à alimenter en eau les jardins. Le problème de l'eau, compliqué à cette époque, a ainsi été résolu par la construction de ces grands réservoirs recueillant l'eau de sources situées dans la colline au-dessus du château ainsi que l'eau des toitures en cas de pluie.

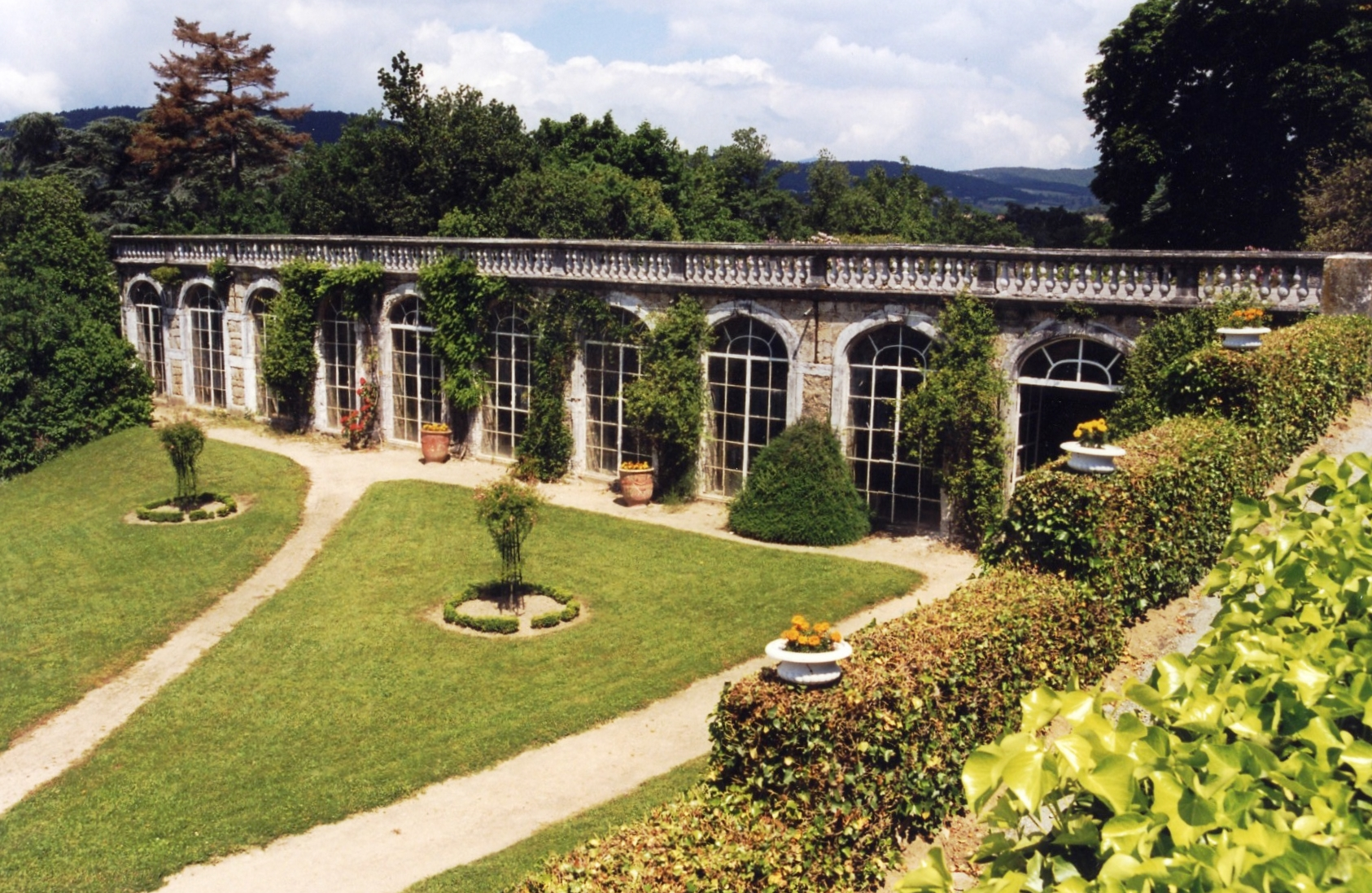
Une grande orangerie de 360 m².

Située au-dessous, l'orangerie construite en 1832, considérable de par sa taille, soit 45 mètres par 8 mètres, permettait de stocker en hiver la centaine de caisses et orangers et de camélias qui ornaient le parterre à la belle saison.
Derrière le château, la cour d'honneur d'allure plus sévère, est entourée par les écuries et des remises pour les attelages. Enfin plus au nord, l'aile dite de « la Tour Carrée », probablement construite au XIXe siècle, comprenait en plus de la tour, qui devait servir d'observatoire comme dans beaucoup de belles maisons annonéennes, une serre chaude et encore derrière ces bâtiments, une grand glacière et un chenil.
Ces bâtiments dominent le Petit Parc qui avant la tempête de 1999 comprenait des cèdres majestueux et le Grand Parc d'une trentaine d'hectares entouré de murs et aménagé maintenant par un golf de 18 trous. Dans le Petit Parc, dans le prolongement de l'orangerie, ont été construits en 2002 une série de bassins comme on en trouve en Provence. Le Grand Parc, où est construit le golf, ne fait plus partie du domaine du château depuis 1985.

## Historique
La seigneurie de Gourdan a d'abord appartenu à partir du XIVe siècle à la famille du Peloux. Cette famille considérable dans la région d'Annonay, y eût un rôle très important, en particulier pendant les guerres de religion avec Nicolas du Peloux, gouverneur du marquisat d'Annonay à cette époque.
En 1605, le château de Gourdan passa dans la famille de Vogüé par le mariage de Marguerite du Peloux, héritière du domaine, avec Louis-Guillaume, fils cadet de la plus importante famille du Vivarais à cette époque, devenu maintenant le département de l'Ardèche.
Leur arrière-petit-fils, Pierre de Vogüé, commença d'importants travaux en 1751, il était le neveu du maréchal de Villars. Il lègue la seigneurie de Gourdan à son cousin Félix de Vogüé (1714-1784), qui fit terminer les travaux d'agrandissement vers 1780. Le domaine passa ensuite, au décès de ce dernier en 1784, à son neveu Eugène de Vogüé (1777-1854), qui devint au XIXe siècle, président du conseil général et membre de la chambre des pairs en 1828.
Pendant la Révolution, le château put être préservé grâce aux interventions de la veuve de Félix de Vogüé et de la mère d'Eugène de Vogüé.
Le petit-fils d'Eugène de Vogüé, Eugène-Melchior de Vogüé, romancier, membre de l'Académie française et député de l'Ardèche, vendit le château de Gourdan en 1869 à des industriels parmi les plus importants de la région d'Annonay, montrant ainsi l'essor économique pris par cette région au XIXe siècle.
Le château demeure actuellement une propriété privée dont les écuries sont louées pour des réceptions, ainsi que trois gîtes ruraux dans l'aile de la Tour Carrée.
L'édifice est par ailleurs inscrit au titre des monuments historiques depuis 1967.